# Mohamed Salah (cầu thủ bóng đá người Ấn Độ)
Mohamed Salah (sinh ngày 07 tháng 11 năm 1994) là một cầu thủ bóng đá người Ấn Độ thi đấu ở vị trí hậu vệ chạy cánh trái cho Gokulam Kerala FC ở I-League.

## Thống kê sự nghiệp
Tính đến 25 tháng 2 năm 2018
| Câu lạc bộ          | Mùa giải            | Giải vô địch        | Giải vô địch | Giải vô địch | Cúp Liên đoàn | Cúp Liên đoàn | Cúp Quốc gia | Cúp Quốc gia | Châu lục | Châu lục  | Tổng    | Tổng      |
| Câu lạc bộ          | Mùa giải            | Hạng đấu            | Số trận      | Bàn thắng    | Số trận       | Bàn thắng     | Số trận      | Bàn thắng    | Số trận  | Bàn thắng | Số trận | Bàn thắng |
| ------------------- | ------------------- | ------------------- | ------------ | ------------ | ------------- | ------------- | ------------ | ------------ | -------- | --------- | ------- | --------- |
| Gokulam Kerala FC   | 2017–18             | I-League            | 9            | 0            | —             | —             | —            | —            | —        | —         | 9       | 0         |
| Gokulam Kerala FC   | Tổng                | Tổng                | 9            | 0            | 0             | 0             | 0            | 0            | 0        | 0         | 9       | 0         |
| Tổng cộng sự nghiệp | Tổng cộng sự nghiệp | Tổng cộng sự nghiệp | 9            | 0            | 0             | 0             | 0            | 0            | 0        | 0         | 9       | 0         |